# Ōyama Nobuyo
Ōyama Nobuyo (大山のぶ代 (Đại Sơn Tiện Đại) Ōyama Nobuyo, 16 tháng 10 năm 1933 - 29 tháng 9 năm 2024), tên khai sinh là Yamashita Nobuyo (山下 羨代, (Sơn Hạ Tiện Đại)), là một seiyū (diễn viên lồng tiếng) từng đóng vai Actors Seven. Bà được biết đến nhiều nhất qua việc lồng tiếng cho nhân vật Doraemon trong loạt anime cùng tên.

## Vai lồng tiếng nổi bật
- Sazae-san (vai Isono Katsuo, cũng là vai đầu tiên)
- Doraemon (vai Doraemon, 1979~2005)
- Norakuro (vai Norakuro)
- Hazedon (vai Hazedon)
- Hustle Punch (vai Punch)
- Invincible Super Man Zambot 3 (vai Jin Kappei)
- Danganronpa The Animation (vai Monokuma)

## Qua đời
Nobuyo Ōyama đã qua đời ở tuổi 90 vào ngày 29 tháng 9 năm 2024 theo như thông báo từ công ty quản lý của bà vào ngày 11 tháng 10 năm 2024. Một lễ tang riêng tư đã được tổ chức trước khi tin tức được công khai.